# Tinh vân Tiên Nữ (tiểu thuyết)
Tinh vân Tiên Nữ là một tác phẩm tiểu thuyết khoa học viễn tưởng của nhà văn, nhà cổ sinh vật học người Nga Ivan Antonovich Efremov viết và xuất bản lần đầu năm 1957, đã được Dovzhenko Film Studios chuyển thể thành phim năm 1967.

## Tác giả
Ivan Yefremov vốn là một nhà nghiên cứu cổ sinh vật học tại Viện Cổ sinh vật học (Палеонтологический институт РАН) thuộc viện Hàn lâm Khoa học Nga. Ông bắt đầu viết tiểu thuyết từ năm 1944, với tác phẩm đầu tay xuất bản khi đó là "The Land of Foam" (nguyên bản tiếng Nga: На краю Ойкумены). Nhiều tác phẩm sau đó của ông đã được dịch ra nhiều thứ tiếng: "Trái tim của rắn, "Những con tàu vũ trụ", truyện ngắn "Ôl-goiKhoorrr-khôi" (Олгой-Хорхой kể về một loài giun tử thần Mông Cổ)
Một tiểu hành tinh trong vành đai tiểu hành tinh chính, phát hiện tháng 2 năm 1976 đã được đặt theo tên ông: 2269 Efremiana

## Nội dung
Truyện được đặt vào bối cảnh tương lai rất xa, khi mã xã hội loài người đã đạt đến cấu trúc chủ nghĩa cộng sản, khi mà khoa học công nghệ đx có thể sáng chế ra nhưng nhiên liệu hạt nhân dạng "hạt K" làm nhiên liệu cho các con tàu vũ trụ bay nhanh gần tốc độ ánh sáng, có thể đưa con người tới các thiên hà nằm ngoài hệ Ngân hà mà con người quan sát được mà gần nhất là "Thiên hà Tiên Nữ" (Tinh vân Andromes).
Cuốn tiểu thuyết cũng không bỏ qua những sính hoạt bình thường của con người như tình yêu, sự nhớ nhung khi xa cách, những xung đột trong các quyết định sinh tử, những cảm giác mới lạ chưa từng có trên Trái Đất, những suy tư của từng con người khi tham gia vào các chuyến hành trình vũ trụ xuyên thời gian.v.v...

## Nhân vật

### Đoàn thám hiểm số 37
- Éc-gơ No-rơ (Erg Noor, Эрг Ноор) trưởng đoàn, chỉ huy con tàu vũ trụ.
- Nhi-da Cờ-rít (Niza Crete, Низа Крит) du hành vũ trụ lần đầu tiên
- Bét Lon (Pel Lynn, Пел Лин) du hành vũ trụ lần thứ hai

### Hoạt động ở mặt đất

#### Nhân vật nam
- Gơ-rôm Oóc-mơ (Grom Orme, Гром Орм) chủ tịch Hội đồng du hành vũ trụ.
- Đi-xơ Ken (Diss Ken, Дис Кен) con trai Gơ-rôm Oóc-mơ.
- Đa-rơ Vê-te (Darr Veter, Дар Ветер) cựu chủ nhiệm trạm liên lạc ngoài Trái Đất.
- Mơ-ven Ma-xơ (Mwen Mass, Мвен Мас) tân chủ nhiệm trạm liên lạc ngoài Trái Đất.

#### Nhân vật nữ
- Ép-đa Nan (Evda Nahl, Эвда Наль) bác sĩ tâm thần
- Rê-a (Rhea, Реа) con gái bác sĩ Ép-đa Nan
- Vê-đa Công (Veda Kong, Веда Конг) nhà khảo cổ học

### Nhân vật hành tinh khác
- Gu-rơ Gan (Goor Hahn, Гур Ган), người quan sát thường trực trên vệ tinh số 57 của một ngôi sao trong chòm sao Kỳ Lân
- Đap Phơ-tet (Zaph Phthet, Заф Фтет) phụ trách quan hệ đối ngoại của một hành tinh trong hệ sao đôi Thiên Nga 61 (61 Cygni)

## Tiếp theo
"Giờ của Bwka" (bwka trong tiếng Nga chỉ loài trâu) của Yefremov xuất bản năm 1968 được coi là phần tiếp theo của Tinh vân Tiên Nữ.

## Chuyển thể
Năm 1967, hãng phim Dovzhenko Film Studios của Ukraina đã dựng 1 phim dài 77 phút, do Yevgeni Sherstobitov đạo diễn, với Vija Artmane vai Vê-đa Công, Sergei Stolyarov vai Đa-rơ Vê-te, Nhikolai Nhikolayevich Kryukov vai Éc-gơ No-rơ.

### Phim
- Tinh vân Tiên Nữ (phim 1967) trên Internet Movie Database
- Туманность Андромеды (video clip) trên kênh truyền hình đỏ "Красное ТВ"
- Video clip phụ đề tiếng Anh phần 1/7 trên YouTube (phần 2/7, 3/7, 4/7, 5/7, 6/7 & 7/7)